# Annica Edstam
Annica Katarina Edstam, född 22 mars 1969 i Högalids församling i Stockholm, är en svensk musikalartist.

## Utbildning och karriär
Annica Edstam är utbildad vid Teater och Operahögskolan samt Balettakademien i Göteborg. 
Edstam debuterade 1996 i rollen som Eponine i Les Misérables på Värmlandsoperan och har sedan dess varit verksam som musikalartist. 1999 gjorde hon rollen Hedvig i uruppsättningen av Magnus Nilssons pjäs Pepparrotslandet, 2005 spelade hon Skönheten Belle i Sverigepremiären av Skönheten och Odjuret. och 2016 Fosca i Skandinavienpremiären av Passion.

## Familj
Annica Edstam är dotter till dansösen Berit Hedenö och musikern Nils Edstam, barnbarn till skådespelerskan Kate Thunman och sångaren Arne Hedenö. 

## Utmärkelser
- 2016 - Annalisa Ericson stipendiat
- 2001 - Teaterorden TSO stipendiat
- 1997 - Sällskapet Stallfåglarnas stipendiat[4]

## Roller
| År              | Roll                                                                 | Produktion                                                                                  | Regi                | Teater                                |
| --------------- | -------------------------------------------------------------------- | ------------------------------------------------------------------------------------------- | ------------------- | ------------------------------------- |
| 1995            | Gisella                                                              | Elvira Madigan                                                                              | Alfred Meschnick    | Riksteatern                           |
| 1996            | Eponine                                                              | Les Misérables                                                                              | Vernon Mound        | Wermland Opera                        |
| 1997            | Anne                                                                 | Sommarnattens leende                                                                        | Benny Fredriksson   | Riksteatern                           |
| 1998            | Häxan                                                                | Into The Woods                                                                              | Erik Fägerborn      | Södra Teatern                         |
| 1999            | Goda Gärningar                                                       | Everyman 99                                                                                 | Lars Wassrin        | Immanuelskyrkan                       |
| 1999            | Beatrice                                                             | West Side Story Leonard Bernstein, Stephen Sondheim och Arthur Laurents                     | Staffan Aspegren    | Göteborgsoperan                       |
| 1999            | Hedvig                                                               | Pepparrotslandet                                                                            | Johan Huldt         | Teater Västernorrland Riksteatern     |
| 2000            | Eponine                                                              | Les Misérables                                                                              | Vernon Mound        | GöteborgsOperan                       |
| 2001            | Eponine                                                              | Les Misérables                                                                              | Vernon Mound        | Malmö Musikteater                     |
| 2001            | Eliza Doolittle                                                      | My Fair Lady                                                                                | Jan Hertz           | Kristianstads Teater                  |
| 2002            | Stephanie                                                            | Nine Maury Yeston                                                                           | Vernon Mound        | Malmö musikteater                     |
| 2002            | Greta Garbo (Understudy)                                             | Garbo The Musical                                                                           | Scott Faris         | Oscarsteatern                         |
| 2003            | Kvinna                                                               | Allt eller inget                                                                            | Marianne Mörck      | Stockholms stadsteater                |
| 2005            | Belle                                                                | Skönheten och odjuret Alan Menken, Howard Ashman, Tim Rice och Linda Woolverton             | Hans Berndtsson     | Skövde stadsteater/ Göteborgsoperan   |
| 2005            | Rebecka                                                              | Rebecka                                                                                     | Catarina Gnospelius | Stora Teatern                         |
| 2006            | Lola Blau                                                            | I afton: Lola Blau                                                                          | Hans Berndtsson     | GöteborgsOperan                       |
| 2007            | Sofia, duvdrottningen                                                | Bröderna Lejonhjärta                                                                        | Elisabet Ljungar    | GöteborgsOperan                       |
| 2008            | Ensemble                                                             | My Fair Lady                                                                                | Tomas Alfredson     | Oscarsteatern                         |
| 2009            | Lisa                                                                 | Den magiska skogen                                                                          | Linda Krüger        | Fjäderholmsteatern                    |
| 2009            | Desirée                                                              | Grabben i graven bredvid                                                                    | Åsa Melldahl        | Radioteatern                          |
| 2010            | Grevinnan Charlotte Malcolm                                          | Sommarnattens leende                                                                        | Tobias Theorell     | Stockholms stadsteater                |
| 2011            | Fantine                                                              | Les Misérables Claude-Michel Schönberg, Alain Boublil och Herbert Kretzmer                  | Ronny Danielsson    | Malmö Opera                           |
| 2012            | Älskarinnan                                                          | Evita                                                                                       | Linus Tunström      | Malmö Opera                           |
| 2013            | Domarens hustru                                                      | Carmencita Rockefeller Rikard Bergqvist, Martin Östergren, Sara Jangfeldt och Mathias Venge | Rikard Bergqvist    | Malmö Opera/ Helsingborgs stadsteater |
| 2013            | Skådespelare                                                         | Gilla Hjalmar!                                                                              | Peter Flack         | Nya Parkteatern                       |
| 2014            | Beatrice de Winter                                                   | Rebecca the musical                                                                         | Åsa Melldahl        | Malmö Opera                           |
| 2014            | Gulybova Kubarikha Tonja Gromeko                                     | Doktor Zjivago Lucy Simon, Michael Korie och Michael Weller                                 | Ronny Danielsson    | Malmö Opera                           |
| 2016            | Eliza Doolittle                                                      | My Fair Lady                                                                                | Anna Novovic        | Malmö Opera Helsingborgs Stadsteater  |
| 2016            | Christina Piper                                                      | Christinas val                                                                              | Dag Norgård         | Österlens Musikteater                 |
| 2016            | Fosca                                                                | Passion Stephen Sondheim och James Lapine                                                   | Victoria Brattström | Kulturhuset Spira                     |
| 2017            | Fosca                                                                | Passion Stephen Sondheim och James Lapine                                                   | Victoria Brattström | Norrlandsoperan                       |
| 2018-2022       | Florence                                                             | Så som i himmelen                                                                           | Markus Virta        | Oscarsteatern                         |
| Teateråret 2020 | Mrs O'Malley Madame Renaldi                                          | Funny Girl Jule Styne, Bob Merrill och Isobel Lennart                                       | Ronny Danielsson    | Malmö Opera                           |
| 2022            | Syster Margaretta Elsa Schräder (Understudy) Abbedissan (Understudy) | Sound of Music Richard Rodgers, Oscar Hammerstein, Howard Lindsay och Russel Crouse         | Ronny Danielsson    | Kulturhuset Stadsteatern              |
| Teateråret 2022 | swing Beverly, Hannah, Diane                                         | Come from away                                                                              | Markus Virta        | Östgötateatern                        |
| Teateråret 2023 | Mrs O'Malley Madame Renaldi                                          | Funny Girl Jule Styne, Bob Merrill och Isobel Lennart                                       | Ronny Danielsson    | Malmö Opera                           |

## Regi
- Jekyll and Hyde, Mimers Hus Teater i Kungälv 2007.

## Röster (i urval)
- Tiggarflickan Erika (sång) och katten Serafina (tal) i Barbie - Prinsessan och Tiggarflickan, 2004.
- Abby i Gustaf 2, 2006.
- Kelly i Händige Manny, 2006-12.
- Susan Storm i Fantastic Four: Rise of the Silver Surfer, 2007.
- Mrs Quilligan i Horton - en ofantlig historia, 2008.
- Amy i Lycka till Charlie, 2010-13.
- Mamman och Andra mamman i Coraline, 2011.

## Diskografi
- 1996 Les Misérables[16]